# Emil Grandinson
Emil Grandinson, född 18 september 1863 i Stockholm, död 7 juli 1915 i Stockholm, var en svensk librettoöversättare, sångtextförfattare och regissör. Han var kusin till Karl Gustaf Grandinson.
Grandinson tog en filosofie kandidatexamen 1888 och var därefter sekreterare vid Svenska teatern, 1892–1898 redaktionssekreterare för Ord och Bild samt 1898–1900 sekreterare och 1900–1910 förste regissör vid Dramatiska teatern. Från 1911 var Grandinson förste regissör vid Intima teatern. Grandinson var en omsorgsfull och kultiverad regissör i realistisk anda. Hans iscensättningar av Strindbergs Till Damaskus och Karl XII förtjänar att minnas.

## Teater

### Regi
| År   | Produktion                                          | Upphovsmän                                    | Teater                                              |
| ---- | --------------------------------------------------- | --------------------------------------------- | --------------------------------------------------- |
| 1908 | De löjliga preciöserna Les Précieuses ridicules     | Molière                                       | Dramaten                                            |
| 1908 | Borgaren adelsman Le Bourgeois gentilhomme          | Molière                                       | Dramaten                                            |
| 1908 | Ett revolutionsbröllop Revolutionshochzeit          | Sophus Michaëlis                              | Dramaten                                            |
| 1908 | Lifvets maskerad Maskerade                          | Ludwig Fulda                                  | Dramaten                                            |
| 1908 | Falska juveler Le demimonde                         | Alexandre Dumas den yngre                     | Dramaten                                            |
| 1909 | Siste riddaren                                      | August Strindberg                             | Dramaten                                            |
| 1909 | Kärleken står på vakt L'Amour veille                | Gaston Arman de Caillavet och Robert de Flers | Dramaten                                            |
| 1911 | Det ingen vet Niemand weiß                          | Theodor Wolff                                 | Intima teatern                                      |
| 1911 | För mycket kärlek Amoreuse                          | Georges de Porto-Riche                        | Intima teatern                                      |
| 1912 | I sista stund Gamla herrgården                      | Helena Nyblom Fredrik Nycander                | Intima teatern                                      |
| 1912 | Erlingsnäs                                          | Ejnar Smith                                   | Intima teatern                                      |
| 1912 | Vid korsvägen Segraren Nattkyparen                  | Ernst Didring                                 | Intima teatern regi tillsammans med Knut Michaelson |
| 1912 | Drönaren The Drone                                  | Rutherford Mayne                              | Intima teatern                                      |
| 1912 | Moppy och Poppy Moppy og Poppy                      | Olaf Hansson                                  | Intima teatern                                      |
| 1913 | Aldrig i livet                                      | Gustaf af Geijerstam                          | Intima teatern                                      |
| 1913 | Simpson och Delila Samson og Delila                 | Sven Lange                                    | Intima teatern                                      |
| 1914 | Intermezzo Zwischenspiel                            | Arthur Schnitzler                             | Intima teatern                                      |
| 1914 | Jagad The Fugitive                                  | John Galsworthy                               | Intima teatern                                      |
| 1914 | Den fule Ferrante                                   | Sabatino Lopez                                | Intima teatern                                      |
| 1914 | Den starkare Leka med elden Paria                   | August Strindberg                             | Intima teatern                                      |
| 1915 | Attentatet Narrentanz                               | Leo Birinski                                  | Intima teatern                                      |
| 1915 | Kärleken till nästan                                | Gunnar Heiberg                                | Intima teatern                                      |
| 1915 | Muntra fruarna i Windsor The Merry Wives of Windsor | William Shakespeare                           | Intima teatern                                      |
| 1920 | För mycket kärlek L'amoureuse                       | Georges de Porto-Riche                        | Intima teatern                                      |